# Festival international du film fantastique de Catalogne
Le Festival international du film fantastique de Catalogne (catalan : Festival internacional de cinema fantàstic de Catalunya), également appelé Festival du film de Sitges (Festival de Cine de Sitges ou Sitges Film Festival), se déroule tous les ans à Sitges en Catalogne depuis 1968. Il a d'abord été dénommé Semaine internationale du cinéma fantastique et d'horreur de Sitges (catalan : Setmana Internacional de Cinema Fantàstic i de Terror de Sitges) jusqu'en 1982.
Consacré aux films fantastiques, il est organisé d'ordinaire durant la première quinzaine du mois d'octobre.

## Distinctions
Pour 1968, 1969 et 1970 : aucune information.

### Meilleur film
- 1971 : La Baie sanglante de Mario Bava
- 1972 : L'Incinérateur de cadavres de Juraj Herz
- 1973 : Inconnu
- 1974 : Inconnu
- 1975 : Histoire de fantômes de Stephen Weeks
- 1976 : Inconnu
- 1977 : Inconnu
- 1978 : Long Weekend, de Colin Eggleston
- 1979 : Inconnu
- 1980 : Inconnu
- 1981 : Inconnu
- 1982 : Inconnu
- 1983 : Le Dernier Combat, de Luc Besson
- 1984 : La Compagnie des loups, de Neil Jordan
- 1985 : Re-Animator, de Stuart Gordon
- 1986 : Blue Velvet, de David Lynch
- 1987 : Un conte de fée hongrois, de Gyula Gazdag
- 1988 : The Navigator: A Mediaeval Odyssey, de Vincent Ward
- 1989 : Au cœur de minuit de Matthew Chapman
- 1990 : Henry, portrait d'un serial killer, de John McNaughton
- 1991 : Europa, de Lars von Trier
- 1992 : C'est arrivé près de chez vous, de Rémy Belvaux, André Bonzel et Benoît Poelvoorde
- 1993 : Orlando, de Sally Potter
- 1994 : 71 Fragments d'une chronologie du hasard, de Michael Haneke et Justino, l'assassin du troisième âge, de Santiago Aguilar
- 1995 : Citizen X, de Chris Gerolmo
- 1996 : The Pillow Book, de Peter Greenaway
- 1997 : Bienvenue à Gattaca, de Andrew Niccol
- 1998 : Cube, de Vincenzo Natali
- 1999 : Ring, de Hideo Nakata
- 2000 : Ed Gein, le boucher, de Chuck Parello
- 2001 : Vidocq, de Pitof
  - Le Pacte des loups, de Christophe Gans
  - Le Sortilège du scorpion de jade (The Curse of the Jade Scorpion), de Woody Allen
- 2002 : Dracula, pages tirées du journal d'une vierge, de Guy Maddin
- 2003 : Zatoichi, de Takeshi Kitano
- 2004 : Old Boy, de Park Chan-wook
  - Les Revenants
  - Arsène Lupin
- 2005 : Hard Candy, de David Slade
  - Red Eye : Sous haute pression (Red Eye)
- 2006 : Requiem, de Hans-Christian Schmid
- 2007 : The Fall, de Tarsem Singh
- 2008 : Surveillance, de Jennifer Lynch
- 2009 : Moon, de Duncan Jones
- 2010 : Père Noël origines, de Jalmari Helander
- 2011 : Red State, de Kevin Smith
- 2012 : Holy Motors, de Leos Carax
- 2013 : Borgman de Alex van Warmerdam
- 2014 : I Origins de Mike Cahill
- 2015 : The Invitation de Karyn Kusama
- 2016 : Swiss Army Man de Dan Kwan et Daniel Scheinert
- 2017 : La Lune de Jupiter de Kornél Mundruczó
- 2018 : Climax de Gaspar Noé
- 2019 : La Plateforme (El hoyo) de Galder Gaztelu-Urrutia
- 2020 : Possessor de Brandon Cronenberg
- 2021 : Lamb de Valdimar Jóhannsson
- 2022 : Sisu : de l'or et du sang (Sisu) de Jalmari Helander
- 2023 : When Evil Lurks (Cuando acecha la maldad) de Demián Rugna
- 2024 : The Devil's Bath de Veronika Franz et Severin Fiala

### Meilleur réalisateur
- 1971 : Janusz Majewski pour Lokis et Miguel Madrid pour Necrophagus
- 1972 : Robert Mulligan pour L'Autre
- 1973 : Juan Luis Buñuel pour Au rendez-vous de la mort joyeuse
- 1974 : Robert Fuest pour Le Retour de l'abominable Docteur Phibes
- 1975 : David Cronenberg pour Frissons
- 1976 : Dario Argento pour Les Frissons de l'angoisse
- 1977 : Dan Curtis pour Trauma
- 1978 : Richard Franklin pour Patrick
- 1979 : Juraj Herz pour La Belle et la Bête
- 1980 : Veljko Bulajic pour Legenda o caru Scepanu Malom
- 1981 : Walerian Borowczyk pour Docteur Jekyll et les femmes
- 1982 : Tony Williams pour Montclare: Rendez-vous de l'horreur
- 1983 : Luc Besson pour Le Dernier Combat
- 1984 : Carl Schenkel pour Abwärts
- 1985 : Shūji Terayama pour Adieu l'arche
- 1986 : Sergueï Paradjanov et Dodo Abachidze pour La Légende de la forteresse de Souram
- 1987 : Paul Verhoeven pour RoboCop
- 1988 : George A. Romero pour Incidents de parcours
- 1989 : Peter Greenaway pour Le Cuisinier, le voleur, sa femme et son amant
- 1990 : Sam Raimi pour Darkman et John McNaughton pour Henry, portrait d'un serial killer
- 1991 : Jean-Pierre Jeunet et Marc Caro pour Delicatessen
- 1992 : Quentin Tarantino pour Reservoir Dogs
- 1993 : Dave Borthwick pour The Secret Adventures of Tom Thumb
- 1994 : Scott McGehee et David Siegel pour Suture
- 1995 : Chris Gerolmo pour Citizen X et Michael Almereyda pour Nadja
- 1996 : Mohsen Makhmalbaf pour Gabbeh
- 1997 : Scott Reynolds pour Ugly
- 1998 : Michael Di Jiacomo pour Animals
- 1999 : Ben Hopkins pour Simon le Magicien
- 2000 : Geoffrey Wright pour Cherry Falls
- 2001 : Brad Anderson pour Session 9
- 2002 : David Cronenberg pour Spider
- 2003 : Alexandre Aja pour Haute Tension
- 2004 : Johnnie To pour Breaking News
- 2005 : Johnnie To pour Election
- 2006 : Martin Weisz pour Rohtenburg
- 2007 : Jaume Balagueró et Paco Plaza pour REC
- 2008 : Kim Jee-woon pour Le Bon, la Brute et le Cinglé
- 2009 : Brillante Mendoza pour Kinatay
- 2010 : Jalmari Helander pour Père Noël origines
- 2011 : Julia Leigh pour Sleeping Beauty
- 2012 : Leos Carax pour Holy Motors
- 2013 : Aharon Keshales et Navot Papushado (en) pour Big Bad Wolves
- 2014 : Jonas Govaerts pour Welp
- 2015 : S. Craig Zahler pour Bone Tomahawk
- 2016 : Yeon Sang-ho pour Dernier train pour Busan
- 2017 : Coralie Fargeat pour Revenge
- 2018 : Panos Cosmatos pour Mandy
- 2019 : Kleber Mendonça Filho et Juliano Dornelles pour Bacurau
- 2020 : Brandon Cronenberg pour Possessor
- 2021 : Justin Kurzel pour Nitram
- 2022 : Ti West pour Pearl
- 2023 : Baloji pour Augure
- 2024 : Soi Cheang pour City of Darkness

### Meilleur acteur
- 1971 : Vincent Price pour L'Abominable Docteur Phibes
- 1972 : Rudolf Hrušínský pour L'Incinérateur de cadavres
- 1973 : Eugene Levy pour Cannibal Girls
- 1974 : Mark Burns pour House of the Living Dead
- 1975 : Jacinto Molina pour Dans les griffes du loup-garou
- 1976 : Peter Cushing pour The Ghoul
- 1977 : Burgess Meredith pour Trauma
- 1978 : John Hargreaves pour Long Weekend
- 1979 : Gerhard Olschewski pour Der Mörder
- 1980 : Nicholas Worth pour Don't Answer the Phone!
- 1981 : Mircea Bogdan pour Povestea dragostei
- 1982 : Richard Chamberlain pour La Dernière Vague
- 1983 : Vincent Price, Peter Cushing, Christopher Lee et John Carradine pour Le Manoir de la peur
- 1984 : Joe Morton pour Brother
- 1985 : John Walcutt pour Return
- 1986 : Juanjo Puigcorbé pour Pasión lejana
- 1987 : Michael Nouri pour Hidden
- 1988 : Gregory Hlady pour The Apostate
- 1989 : Michael Gambon pour Le Cuisinier, le voleur, sa femme et son amant et Nicolas Cage pour Embrasse-moi, vampire
- 1990 : Jeff Goldblum pour Mister Frost
- 1991 : Dominique Pinon pour Delicatessen
- 1992 : Benoît Poelvoorde pour C'est arrivé près de chez vous
- 1993 : Federico Luppi pour Cronos
- 1994 : Santiago Segura pour Justino, l'assassin du troisième âge
- 1995 : Stephen Rea pour Citizen X
- 1996 : James Woods pour Killer : Journal d'un assassin
- 1997 : Sam Rockwell pour Lawn dogs
- 1998 : Jared Harris pour Trance
- 1999 : Noah Taylor pour Simon le Magicien
- 2000 : Steve Railsback pour Ed Gein, le boucher
- 2001 : Eduard Fernández pour Fausto 5.0
- 2002 : Jeremy Northam pour Cypher
- 2003 : Robert Downey Jr. pour The Singing Detective
- 2004 : Christian Bale pour The Machinist
- 2005 : Lee Kang-sheng pour Un nuage au bord du ciel
- 2006 : Thomas Huber et Thomas Kretschmann pour Rohtenburg (Confession d'un cannibale)
- 2007 : Sam Rockwell pour Joshua
- 2008 : Brian Cox pour Red
- 2009 : Sam Rockwell pour Moon
- 2010 : Patrick Fabian pour Le Dernier Exorcisme
- 2011 : Michael Parks pour Red State
- 2012 : Vincent D'Onofrio pour Chained
- 2013 : Andy Lau pour Blind Detective
- 2014 : Nathan Phillips pour These Final Hours et Kôji Yakusho pour Kawaki
- 2015 : Joel Edgerton pour The Gift
- 2016 : Daniel Radcliffe pour Swiss Army Man
- 2017 : Rafe Spall pour Le Rituel
- 2018 : Hasan Ma’jun pour Pig
- 2019 : Miles Robbins pour Daniel Isn't Real
- 2020 : Grégoire Ludig et David Marsais pour Mandibules
- 2021 : Caleb Landry Jones pour Nitram et Franz Rogowski pour Luzifer
- 2022 : Jorma Tommila pour Sisu : de l'or et du sang (Sisu)
- 2023 : Karim Leklou pour Vincent doit mourir
- 2024 : John Lithgow et Geoffrey Rush pour The Rule of Jenny Pen

### Meilleure actrice
- 1971 : Yun Yeo-Jong pour Hwayo
- 1972 : Géraldine Chaplin pour Population zéro
- 1973 : Andrea Martin pour Cannibal Girls
- 1974 : Cristina Galbó pour Le Massacre des morts-vivants
- 1975 : Lana Turner pour Persecution
- 1976 : Brenda Vaccaro pour Week-end sauvage
- 1977 : Karen Black pour Trauma
- 1978 : Camille Keaton pour Œil pour œil
- 1979 : Lisa Pelikan pour Horrible carnage
- 1980 : Cyd Hayman pour Les Yeux du mal
- 1981 : Linda Haynes pour Human Experiments
- 1982 : Annie McEnroe pour Le Camion de la mort
- 1983 : Elizabeth Ward pour Dément
- 1984 : Amy Madigan pour Les Rues de feu
- 1985 : Lori Cardille pour Le Jour des morts-vivants
- 1986 : Caroline Williams pour Massacre à la tronçonneuse 2
- 1987 : Jill Schoelen pour Le Beau-père (The Stepfather)
- 1988 : Kate McNeil pour Incidents de parcours
- 1989 : Rosanna Arquette pour Black Rainbow
- 1990 : Lindsay Duncan pour L'Enfant miroir
- 1991 : Juliet Stevenson pour Truly Madly Deeply
- 1992 : Joey Wong pour Histoire de fantômes chinois 3
- 1993 : Jennifer Ward-Lealand pour Desperate Remedies
- 1994 : Jane Horrocks pour Deadly Advice
- 1995 : Bridget Fonda pour Miss Shumway jette un sort
- 1996 : Melinda Clarke pour The Killer Tongue
- 1997 : Reese Witherspoon pour Freeway
- 1998 : Évelyne Dandry pour Sitcom
- 1999 : Emma Vilarasau pour La Secte sans nom
- 2000 : Ryōko Hirosue pour Himitsu
- 2001 : Yūki Amami pour Inugami
- 2002 : Angela Bettis pour May
- 2003 : Cécile de France pour Haute Tension
- 2004 : Mónica López pour The Uncertain Guest
- 2005 : Lee Young-ae pour Lady Vengeance
- 2006 : Sandra Hüller pour Requiem
- 2007 : Manuela Velasco pour REC
- 2008 : Semra Turan pour Fighter
- 2009 : Elena Anaya pour Hierro et Kim Ok-bin pour Thirst, ceci est mon sang
- 2010 : Josie Ho pour Dream Home
- 2011 : Brit Marling pour Another Earth
- 2012 : Alice Lowe pour Touristes
- 2013 : Juno Temple pour Magic Magic
- 2014 : Essie Davis pour Mister Babadook et Julianne Moore pour Maps to the Stars
- 2015 : Pili Groyne pour Le Tout Nouveau Testament
- 2016 : Sennia Nanua pour The Last Girl : Celle qui a tous les dons (The Girl with All the Gifts)
- 2017 : Marsha Timothy pour Marlina the Murderer in Four Acts
- 2018 : Andrea Riseborough pour Nancy
- 2019 : Imogen Poots pour Vivarium
- 2020 : Suliane Brahim pour La Nuée
- 2021 : Noomi Rapace pour Lamb et Susanne Jensen pour Luzifer
- 2022 : Mia Goth pour Pearl
- 2023 : Kate Lyn Sheil pour The Seeding
- 2024 : Kristine Frøseth pour Desert Road

### Grand Prix d'argent du film fantastique européen
- 2000 : Lionel Delplanque pour Promenons-nous dans les bois
- 2001 : Christophe Gans pour Le Pacte des loups